# Győr-Moson-Sopron vármegyei 3. sz. országgyűlési egyéni választókerület
A Győr-Moson-Sopron vármegyei 3. számú országgyűlési egyéni választókerület egyike annak a 106 választókerületnek, amelyre a 2011. évi CCIII. törvény Magyarország területét felosztja, és amelyben a választópolgárok egy-egy országgyűlési képviselőt választhatnak. A választókerület nevének szabványos rövidítése: Győr-Moson-Sopron 03. OEVK. Székhelye: Csorna

## Területe
A választókerület az alábbi településeket foglalja magába:
1. Acsalag
2. Agyagosszergény
3. Árpás
4. Babót
5. Bágyogszovát
6. Barbacs
7. Beled
8. Bezi
9. Bodonhely
10. Bogyoszló
11. Bősárkány
12. Cirák
13. Csáfordjánosfa
14. Csapod
15. Csér
16. Csikvánd
17. Csorna
18. Dénesfa
19. Dör
20. Edve
21. Egyed
22. Enese
23. Farád
24. Fehértó
25. Fertőendréd
26. Gyarmat
27. Gyóró
28. Győrsövényház
29. Győrszemere
30. Himod
31. Hövej
32. Ikrény
33. Iván
34. Jobaháza
35. Kapuvár
36. Kisbabot
37. Kisfalud
38. Koroncó
39. Kóny
40. Maglóca
41. Magyarkeresztúr
42. Markotabödöge
43. Mérges
44. Mihályi
45. Mórichida
46. Osli
47. Páli
48. Pásztori
49. Potyond
50. Pusztacsalád
51. Rábacsanak
52. Rábacsécsény
53. Rábakecöl
54. Rábapatona
55. Rábapordány
56. Rábasebes
57. Rábaszentandrás
58. Rábaszentmihály
59. Rábaszentmiklós
60. Rábatamási
61. Répceszemere
62. Sobor
63. Sopronnémeti
64. Szany
65. Szárföld
66. Szil
67. Szilsárkány
68. Tárnokréti
69. Tét
70. Vadosfa
71. Vág
72. Vásárosfalu
73. Veszkény
74. Vitnyéd
75. Zsebeháza

## Országgyűlési képviselője
| Név            | Párt                                         | Párt        | Terminus | Megjegyzés                                   |
| -------------- | -------------------------------------------- | ----------- | -------- | -------------------------------------------- |
| Gyopáros Alpár |                                              | Fidesz-KDNP | 2014 –   | A 2014-es országgyűlési választás eredménye: |
| Gyopáros Alpár | A 2018-as országgyűlési választás eredménye: | Fidesz-KDNP | 2014 –   |                                              |
| Gyopáros Alpár | A 2022-es országgyűlési választás eredménye: | Fidesz-KDNP | 2014 –   |                                              |

## Demográfiai profilja
| Iskolai végzettség                | Iskolai végzettség               | Iskolai végzettség | Iskolai végzettség | Iskolai végzettség |
| --------------------------------- | -------------------------------- | ------------------ | ------------------ | ------------------ |
|                                   |                                  |                    |                    | fő                 |
| Általános iskolát nem végezte el  | Általános iskolát nem végezte el |                    | 1110               | 1110               |
| Általános iskola                  | Általános iskola                 |                    | 13355              | 13355              |
| Szakmunkás                        | Szakmunkás                       |                    | 22092              | 22092              |
| Érettségi                         | Érettségi                        |                    | 21429              | 21429              |
| Diploma                           | Diploma                          |                    | 9016               | 9016               |
| A 2022. évi népszámlálás szerint. |                                  |                    |                    |                    |

A Győr-Moson-Sopron vármegyei 3. sz. választókerület lakónépessége 2022. október 1-jén 81 534 fő volt. A 2011-es és a 2022-es népszámlálás között 147 fővel csökkent a választókerület lakosság száma. A választókerületben a korösszetétel alapján a legtöbben a középkorúak élnek 29 829 fővel, míg a legkevesebben a gyermekek 14 532 fővel. A választókerület lakosságának a 82%-nál van internet elérési lehetőség.
A legmagasabb befejezett iskolai végzettség szerint a szakmunkás végzettséggel rendelkezők élnek a legtöbben 22 092 fő, utánuk a következő nagy csoport az érettségizettek 21 429 fővel.
Gazdasági aktivitás szerint a lakosság közel fele foglalkoztatott 41 225 fő, második legjelentősebb csoport az inaktív keresők, akik főleg nyugdíjasok 19 431 fővel.
A választókerület legjelentősebb nemzetiségi csoportja a német 1096 fő, illetve a cigány 633 fő. Magyar állampolgársággal nem rendelkező külföldi állampolgárok aránya 1,4%.
Vallási összetétel szerint a választókerületben lakók legnagyobb vallása a római katolikus (34 925 fő), valamint jelentős közösség még a reformátusok (4028 fő). A vallási közösséghez nem tartozók száma szintén jelentős (3593 fő), a választókerületben a második legnagyobb csoport a római katolikus vallás után. 

## Országgyűlési választások

### 2014
A 2014-es országgyűlési választáson az alábbi jelöltek indultak:

### 2018
A 2018-as országgyűlési választáson az alábbi jelöltek indultak:
- Budai Zsaklin (Momentum Mozgalom)